# Claudia Matthäus
Claudia Matthäus (* 1976 in Riesa) ist eine deutsche Juristin. Sie ist seit Januar 2024 Richterin am Bundessozialgericht.

## Leben und Wirken
Matthäus schloss nach dem Abitur zunächst das Studium an der Fachhochschule der Sächsischen Verwaltung mit dem Abschluss der Diplom-Verwaltungswirtin (FH) ab. Nach einer zweijährigen Tätigkeit bei der Deutschen Rentenversicherung Mitteldeutschland nahm sie das Studium der Rechtswissenschaften an der Ludwig-Maximilians-Universität München auf. Von 2003 bis 2005 war Matthäus wissenschaftliche Mitarbeiterin und Doktorandin am Max-Planck-Institut für ausländisches und internationales Sozialrecht. Ihr Referendariat absolvierte sie beim Oberlandesgericht München. Nach Abschluss ihrer juristischen Ausbildung war sie von 2007 bis 2010 zunächst als Rechtsanwältin tätig. In dieser Zeit schloss sie auch ihre Promotion zu „Schadensminderungspflichten im Haftpflicht– und Sozialrecht Deutschlands, Österreichs und der Schweiz“ bei Ulrich Becker ab. 2010 nahm Matthäus ihre Tätigkeit als Richterin in der Bayerischen Sozialgerichtsbarkeit auf und wurde im August 2017 zur Richterin am Landessozialgericht ernannt. Von März 2021 bis Februar 2023 war sie als wissenschaftliche Mitarbeiterin an das Bundessozialgericht abgeordnet.
Matthäus ist verheiratet und hat zwei Kinder. Sie ist als Autorin in verschiedenen Kommentaren zum Recht der gesetzlichen Krankenversicherung tätig, seit 2019 Lehrbeauftragte an der Hochschule Kempten und seit 2023 auch an der Hochschule München.
Mit der Ernennung zur Richterin am Bundessozialgericht ab dem 1. Januar 2024 wies das Präsidium Matthäus dem für das Recht der gesetzlichen Krankenversicherung zuständigen 1. Senat des Bundessozialgerichts zu.